# American Institute of Electrical Engineers
Das American Institute of Electrical Engineers (AIEE) war ein US-amerikanischer Berufsverband von Elektrotechnikern mit Sitz in New York City. Er wurde im Frühjahr 1884 gegründet und fusionierte am 1. Januar 1963 mit dem Institute of Radio Engineers (IRE) zum Institute of Electrical and Electronics Engineers (IEEE).
Seit 1908 vergab das AIEE die Edison-Medaille.

## Geschichte
Im Frühjahr 1884 traf sich eine kleine Gruppe von Elektrotechnikern in New York und gründete die AIEE zur Unterstützung ihrer Profession. Im Oktober desselben Jahres fand in Philadelphia die erste technische Sitzung während der International Electrical Exhibition, der ersten großen Ausstellung zur Elektrizität in den Vereinigten Staaten, am Franklin Institute statt. Gründungspräsident war Norvin Green von der Western Union. Wie er kamen viele der frühen Funktionäre aus dem Gebiet der Telegraphie. Thomas Edison und andere kamen aus dem Gebiet der elektrische Energietechnik, während Alexander Graham Bell das neue Gebiet der Telefonindustrie repräsentierte. Mit dem Fortschritt der Elektrifizierung fokussierte sich der AIEE zunehmend auf Techniken zur Nutzung der elektrischen Energie. Als zweites Gebiet für Aktivitäten gab es die kabelgebundene Nachrichtentechnik.
Prominente Präsidenten des AIEE waren Alexander Graham Bell (1891–1892), Charles Proteus Steinmetz (1901–1902), Schuyler S. Wheeler (1905–1906), Dugald C. Jackson (1910–1911), Mihajlo Pupin (1925–1926) und Titus G. LeClair (1950–1951).